# Aedes tiptoni
Aedes tiptoni är en tvåvingeart som beskrevs av Alexis Grjebine 1953. Aedes tiptoni ingår i släktet Aedes och familjen stickmyggor.
Artens utbredningsområde är Madagaskar. Inga underarter finns listade i Catalogue of Life.